# Prasophyllum retroflexum
Prasophyllum retroflexum är en orkidéart som beskrevs av David Lloyd Jones. Prasophyllum retroflexum ingår i släktet Prasophyllum och familjen orkidéer.
Artens utbredningsområde är New South Wales. Inga underarter finns listade i Catalogue of Life.